# Columbarium subcontractum
Columbarium subcontractum is een slakkensoort uit de familie van de Turbinellidae. De wetenschappelijke naam van de soort is voor het eerst geldig gepubliceerd in 1902 door G.B. Sowerby III.